# Storhögtjärnen
Storhögtjärnen är en sjö i Strömsunds kommun i Jämtland och ingår i Ångermanälvens huvudavrinningsområde. Sjön har en area på 0,0823 kvadratkilometer och ligger 379,1 meter över havet.

## Delavrinningsområde
Storhögtjärnen ingår i det delavrinningsområde (711663-146644) som SMHI kallar för Utloppet av Lill-Svanavattnet. Medelhöjden är 452 meter över havet och ytan är 10,84 kvadratkilometer. Räknas de 4 avrinningsområdena uppströms in blir den ackumulerade arean 14,34 kvadratkilometer. Svanavattenån som avvattnar avrinningsområdet har biflödesordning 4, vilket innebär att vattnet flödar genom totalt 4 vattendrag innan det når havet efter 236 kilometer. Avrinningsområdet består mestadels av skog (95 procent). Avrinningsområdet har 0,23 kvadratkilometer vattenytor vilket ger det en sjöprocent på 2,1 procent.